# Roycea
Roycea é um género botânico pertencente à família Amaranthaceae.

## Espécies
- Roycea divaricata
- Roycea pycnophylloides
- Roycea spinescens